# Першин Павло Миколайович
Павло Миколайович Першин (рос. Павел Николаевич Першин; 4 січня 1891, Бубинське — 11 листопада 1970, Київ) — російський і український, радянський економіст-аграрник, академік АН УРСР (з 30 червня 1948 року), заслужений діяч науки УРСР.

## Біографія
Народився 4 січня 1891 року в селі Бубинскому (тепер Сивінського району Пермського краю). У 1916 році закінчив Петроградський університет. 3 1919 року протягом трьох десятиліть завідував кафедрами політичної економії і статистики, економіки землевпорядкування, народногосподарського планування у вишах Москви, Воронежа та Харкова.
У 1948–1950 роках — директор Інституту економіки АН УРСР, керував аграрним відділом цього інституту. В 1950–1954 роках очолював комплексні південно-українські експедиції АН УРСР, пов'язані з піднесенням економіки колгоспів посушливого степу.
В 1950–1957 роках був заступником голови, а в 1957–1965 роках головою Ради по вивченню продуктивних сил України. З 1965 року — завідувач відділом Інституту економіки АН УРСР.

Могила Павла Першина

Помер 11 листопада 1970 року. Похований в Києві на Байковому кладовищі.

## Наукова діяльність
Зробив внесок в розробку проблеми інтенсифікації сільського господарства. Розроблена ним методика визначення ефективності інтенсифікації сільськогосподарського виробництва застосовується не лише в Україні, а й за її межами (в Росії, Білорусі тощо). Досліджував  економічні проблеми землевпорядкування, зокрема підвищення родючості земель, удосконалення районного планування, планування господарських центрів колгоспів та МТС.
Створив наукову школу економістів-аграрників, які значно поглибили і розширили головні ідеї вчителя в галузі аграрної науки. Його учнями були академіки І. І. Лукінов, М. М. Паламарчук, О. О. Сторожук, доктора економічних наук П. Ф. Вєдєнічев, І. К. Бондар.
Брав безпосередню участь в організації та проведенні міжвідомчих наукових нарад, конференцій та семінарів, був редактором численних монографій і членом редколегій багатьох енциклопедичних видань.
Був автором численних праць з проблем економіки сільського господарства, землевпорядкування, районного планування, земельної ренти, власності, розвитку продуктивних сил.

## Відзнаки
За свої наукові досягнення був нагороджений двома орденами Леніна (1960), двома орденами Трудового Червоного Прапора та іншими орденами.
Заслужений діяч науки УРСР (з 1966 року). Лауреат Державної премії СРСР за 1969 рік.

## Вшанування пам'яті
22 березня 1973 року в Києві, на будинку по вулиці Костьольній, 15, де в 1950–1970 роках жив і працював Павло Першин, встановлено гранітну меморіальну дошку (архітектор І. П. Блажиєвський).